# 첸시난 부이족 먀오족 자치주
첸시난 부이족 먀오족 자치주(검서남부이족묘족자치주, 중국어: 黔西南布依族苗族自治州, 병음: Qiánxī'nán Bùyīzú Miáozú Zìzhìzhōu)는 중화인민공화국 구이저우성 서남부에 위치하는 부이족, 먀오족 등의 소수민족 자치주이다.

## 지리
구이저우성, 윈난성, 광시 좡족 자치구의 삼성이 교차하는 경계 지대에 위치한다. 동서 210km, 남북 177km이며, 수도는 싱이 시(興義市)이다.

## 역사
원래 좡족과 관계가 깊은 타이어계의 부이족 주거 지대로, 명대에는 안순군민부(安順軍民府)의 보안위(普安衛), 안남위(安南衛) 등이 설치되어 토사(소수민족 봉건영주) 지배지였지만, 청의 건륭제 시대에 천재지변이나 전란 등으로 현 첸둥난 일대에 사는 먀오족이 이주해 왔다. 청대에는 구이저우 성 흥의부 등이 설치되어 직접 통치 지역이 되어, 민국 시대부터 신 중국 초기에는 자치주는 설치되어 있지 않았지만, 1956년 치엔난 부이족 먀오족 자치주에 속해, 1982년 5월 1일에 현재의 자치주가 성립되었다. 중국의 소수민족 자치주로써는 가장 새롭다.

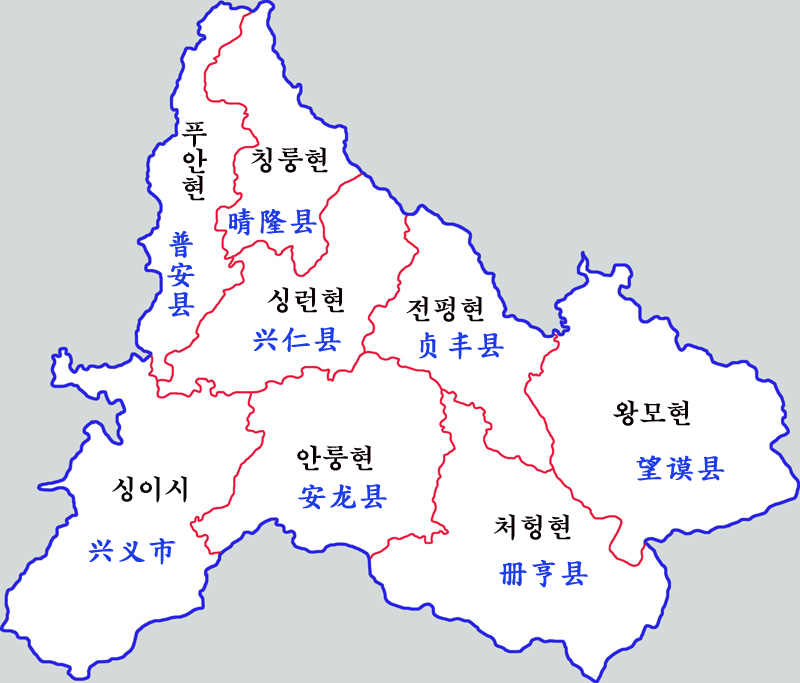
첸시난 부이족 마오족 자치주 현급구역

## 행정 구역
2개의 현급시, 6개의 현을 관할한다.
현급시
- 싱이 시(兴义市)
- 싱런 시(兴仁市)

현
- 왕모 현(望谟县)
- 안룽 현(安龙县)
- 전펑 현(贞丰县)
- 처헝 현(册亨县)
- 칭룽 현(晴隆县)
- 푸안 현(普安县)

## 경제
중국 제 2의 금 매장량을 가지고 있으며, 석탄, 석유, 천연가스 등도 산출한다. 또한 수력 발전소도 많이 건설되고 있다.

## 출신 인물
- 하응흠: 싱이시 출신